# Skorzeszyce
Skorzeszyce – wieś w Polsce położona w województwie świętokrzyskim, w powiecie kieleckim, w gminie Górno. Leży nad Belnianką i Kakonianką.
W latach 1975–1998 miejscowość administracyjnie należała do województwa kieleckiego. Historycznie położone w Małopolsce (ziemia sandomierska).

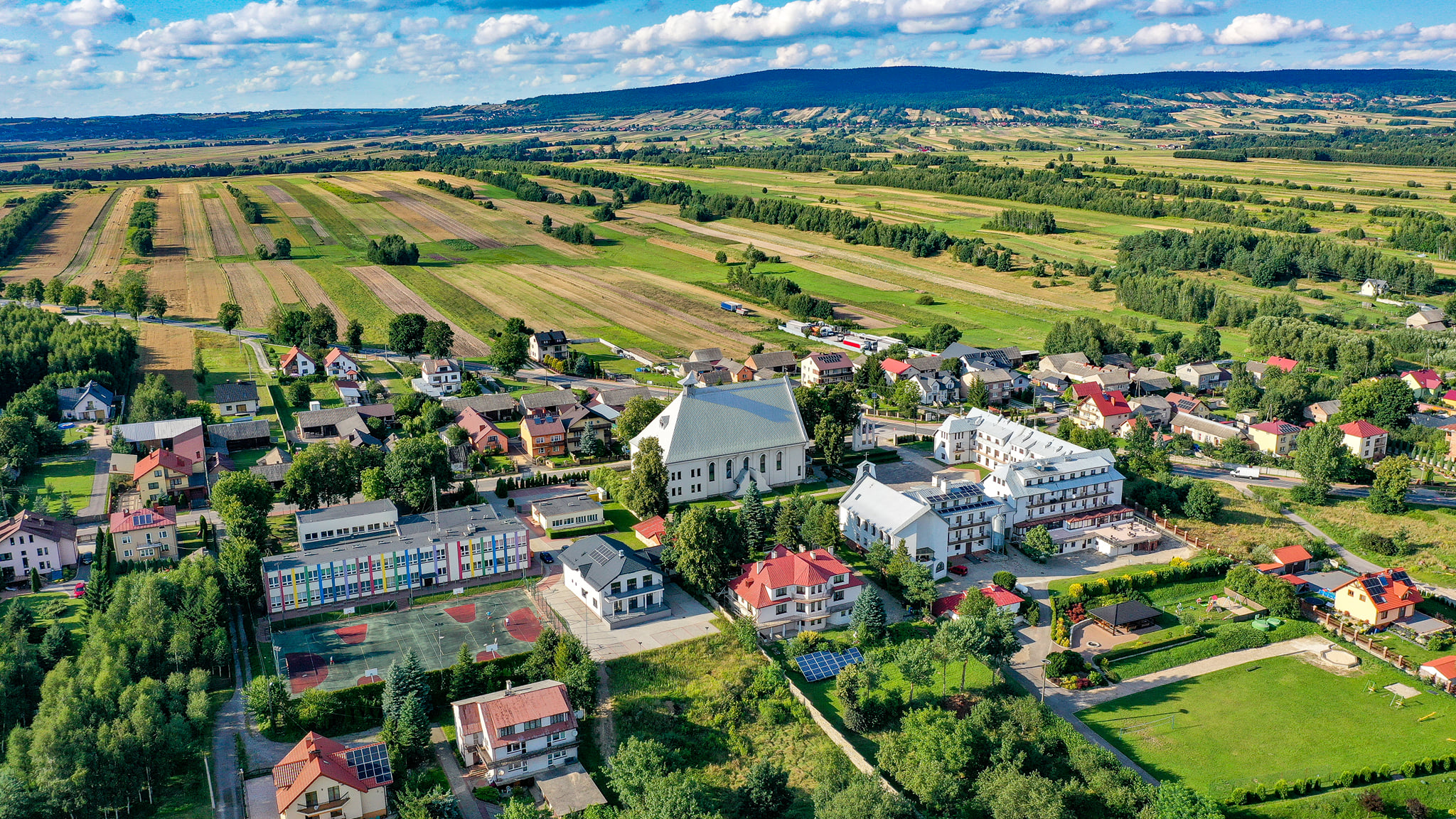

| SIMC    | Nazwa       | Rodzaj    |
| ------- | ----------- | --------- |
| 0239280 | Dęby        | część wsi |
| 0239296 | Kolonia     | część wsi |
| 0239304 | Pipała      | część wsi |
| 0239310 | Podkamienie | część wsi |
| 0239327 | Rzechty     | część wsi |
| 0239333 | Zapłocie    | część wsi |

## Historia
Dnia 3 lutego 1401 roku Piotr Wysz, biskup krakowski nadaje wieś biskupią „Petrow olim Skorszeszice” kmieciowi Zelikowi ze wsi Klatki (nieistniejąca już wieś w pobliżu obecnych Daleszyc), do osadzenia 13 łanów na prawie średzkim. Za sołtystwo (2 łany wolne) zapłacił 30 grzyw. Jeden łan wolny otrzyma biskupi pszczelarz.
Miejscowość Skorzeszyce wymieniona została w spisie osadnictwa klucza kieleckiego w przekazie Jana Długosza (lata 1470–1480). W spisie było wtedy 28 wsi, z czego 22 znane było Długoszowi – były to wsie Daleszyce, Klatki, Mójcza, Suków, Niestachów, Bieliny, Bobrza, Brzeziny, Czarnów Mniejszy, Dyminy, Górno, Kowale, Krajno, Nida, Posłowice, Radlin, Skorzeczyce, Tumlin, Wola Jachowa, Zagnańsk, Bęczków, Bilcza, Ćmińsk Czarnów Większy, Domaszowice, Kostomłoty i Mąchocice.

Szkorzeschycze – villa sub parochia de Daleszyce sita, cuius pro prietas ad episcopatum Cracoviensem pertinet.
In qua sunt undecim lanei cmethonales, item una scultetia habens agros, de quibus omnibus solvitur et conducitur
decima manipularis et canapalis ecclesiae in Daleszyce cius valor ad sex marcas aestimatur, pro una parte agrorum;
 item non est ibi praedium ; item pro alia parte agrorum, quae est propinquior villae Daleszyce, eo,quod agri praefati pertinebant ad villam Daleszyce, solvitur ecclesiae in Daleszyce, cuius valor ad sex marcas.

Joannis Długosz, Liber beneficiorum dioecesis Cracoviensis, tomus II.

Według zapisków Jana Długosza wieś należała w XV wieku do parafii Daleszyce, wchodzącej w skład biskupstwa krakowskiego. W ówczesnej wsi znajduje się 11 łanów kmiecych, także jeden łan sołtysi, z nich wszystkich płaci się i odprowadza dziesięcinę snopową i konopianą, kościołowi w Daleszycach (do biskupstwa krakowskiego), a jej wartość szacuje się na 6 grzywien z jednej części ról; z drugiej części ról, która jest bliżej wsi Daleszyce – wobec faktu, że ziemia ta należała dawniej do wsi Daleszyce – płaci się kościołowi w Daleszycach (tamtejszemu proboszczowi) wartość też 6 grzywien.
W 1459 roku król Kazimierz Jagiellończyk na sejmie piotrkowskim przeniósł Kielce (ponownie) oraz wsie: Bieliny, Bilcza, Bobrza, Brzeziny, Daleszyce, Górno, Kostomłoty, Kowale, Nida, Niewachlów, Skorzeczyce z prawa polskiego na średzkie i zagwarantował tym miejscowościom własny samorząd sądowniczy.
Według rejestru poborowego powiatu chęcińskiego z 1540 roku, w skład parafii daleszyckiej wchodzą wsie: Daleszyce, Mójcza, Krajno, Bieliny, Skorzeczyce, Klatki, Wola Jachowa, choć opisane wspólnie z parafią przy kolegiacie kieleckiej. Wieś Skokorzeszyce stanowi wówczas własność biskupstwa krakowskiego, w kluczu kieleckim dóbr. Wieś posiadała 3 łany, z których 2 były osiadłe, 1 pusty, 2 łany sołtysie. W roku 1573 były 4 łany, 2 łany sołtysie, 1 łan pusty>
W 1632 roku Skorzeszyce zostały ofiarowane przez biskupa wraz z kuźnicą smyczyńską i napękowską kapitule krakowskiej.
13 maja 1633 roku Kapituła krakowska wydzierżawia Tomaszowi Rokickiemu kuźnię napękowską wraz ze wsiami Skorzeszyce i Lechów za czynszem rocznym 2000 zł.
W latach 1636–1639 Skorzeszyce, Kuźnia Napękowska i Lechów były w dzierżawie Stanisława Pęczalskiego podstolemu zakroczymskiemu (wójt Kielc w latach 1633–1655) z czynszem rocznym 2500 zł. Po zakończeniu tego okresu umowa została przedłużona na kolejne lata i dodatkowo włączono do niej kuźnicę smyczyńską.
Według spisu miast, wsi, osad Królestwa Polskiego z roku 1827 było w Skorzeszycach 65 domów oraz 345 mieszkańców.
W historii Skorzeszyc istotną rolę odgrywa data 13 sierpnia 1944 roku, kiedy to okupanci niemieccy dokonując pacyfikacji wsi zamordowali 11 mieszkańców oraz spalili znaczną jej część. Koło szkoły znajduje się pomnik upamiętniający to wydarzenie. W niedzielę, 11 listopada 2018 roku w 100. rocznicę odzyskania przez Polskę niepodległości o godz. 11.30 odbyło się uroczyste odsłonięcie nowej tablicy na pomniku zawierającej nazwiska osób pomordowanych 13 sierpnia 1944 roku i innych.
W sierpniu 2018 roku w Skorzeszycach ruszyła budowa oczyszczalni ścieków oraz kanalizacji. Jest to największa inwestycja w Gminie Górno. Do oczyszczalni ścieków mają być podłączone miejscowości z gminy Górno i Bieliny oraz Lechówek z gminy Łagów. Zakończenie budowy oczyszczalni ścieków planowane było na lipiec 2020 roku, a kanalizacji na marzec 2020 roku. Prace inwestycyjne zakończyły się zgodnie z terminem. Oczyszczalnia znajduje się na ulicy Sosnowej.
W październiku 2018 roku ogłoszono, że w miejscu starego budynku gospodarczego na terenie szkoły powstanie świetlica wiejska. Prace budowlane ruszyły jeszcze w 2018 roku i zakończyły się wraz z końcem listopada 2019 roku Uroczyste otwarcie świetlicy wiejskiej nastąpiło 25 stycznia 2020 roku. Świetlica znajduje się na ulicy Szkolnej.
W 2022 roku nadano nazwy ulic. Jest ich 14: Kamienna, Szkolna, Kielecka, Sandomierska, Słoneczna, Starowiejska, Leśna, Chabrowa, Miodowa, Klonowa, Lipowa, Piaskowa, Sosnowa, Kwiatowa.
W 2023 roku utworzono Ochotniczą Straż Pożarną. Swoją siedzibę ma ona przy ulicy Szkolnej.

## Parafia
W miejscowości na ulicy Szkolnej znajduje się kościół parafialny pw. św. Rozalii Dziewicy. Parafia powstała w 1934 roku. Wydzielona została z parafii Daleszyce i Bieliny. W 1936 roku powstał drewniany kościół, który został rozebrany w 1985 roku. W jego miejsce w 1991 roku powstał nowy kościół. Obok powstał budynek filialny diecezjalnego Seminarium Duchownego. Obecnie w budynku tym mieści się Centrum Spotkań i Dialogu Diecezji Kieleckiej. Odpust parafialny odbywa się co roku 4 września – w tym dniu jest wspomnienie św. Rozalii z Palermo (patronki kościoła). Na ulicy Leśnej znajduje się cmentarz wyznaniowy.

## Komunikacja
Dojazd komunikacją publiczną do miejscowości z Kielc zapewniają autobusy komunikacji miejskiej linii 43 i 206.

## Edukacja
W miejscowości na ulicy Szkolnej znajduje się Oddział Przedszkolny oraz Szkoła Podstawowa im. Jana Pawła II.